# Velykyj Bytsjkiv
De gemeente Velykyi Bytsjkiv (Oekraïens: Великий Бичків, Hongaars: Nagybocskó) is gelegen in het rayon Rachiv in het Oblast Transkarpatië. De hoofdplaats is de gelijknamige stedelijke plaats.
De gemeente is 574,6 km² groot en had in 2023 een bevolking van 29.521 personen.
Naast de hoofdplaats Velykyj Bytsjkiv en de stedelijke kern Kobyletska Poljana bestaat de gemeente nog uit de volgende 7 dorpen:
- Kosivska Poljana
- Luh
- Plaiuts
- Rosishka
- Strymba
- Verkhnie Vodiane
- Vodytsia